# 日惹王宫

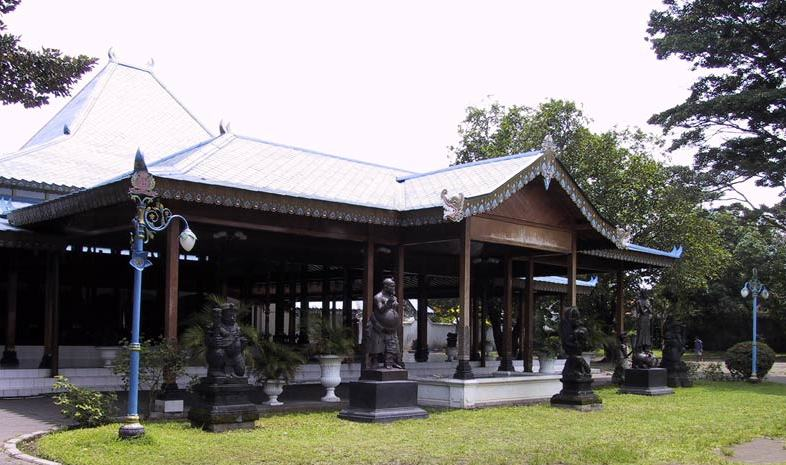
一座亭子

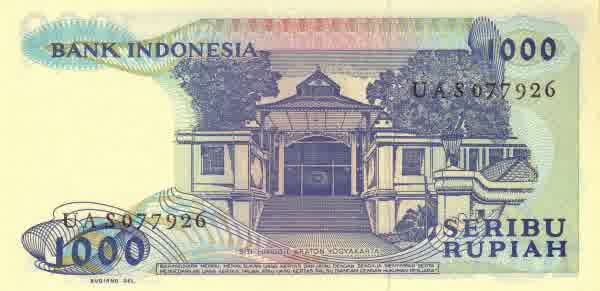
1,000印尼盾纸币上的日惹王宫

日惹王宫是印度尼西亚日惹市的一处王宫。该王宫曾是日惹苏丹家族的主宫，如今作为苏丹家族的起居场所以及包含博物馆的爪哇族人的文化中心。王宫内部分地区对游客开放，设有甘美兰、哇扬皮影偶戏等文化演出。

## 历史
日惹王宫由哈孟古布沃诺一世于公元1755至1756年建造，在此之前，哈孟古布沃诺王室与荷兰东印度公司签署了吉扬提条约。王宫选址在了一处位于两河之间的可防洪的榕树森林里。
1812年6月20日，斯坦福·莱佛士率领1200人的英国军队攻打日惹，虽然爪哇人在人数上占优，但因准备不足而被打得措手不及。仅在一日之内日惹便被攻陷，王宫被洗劫和焚毁。被掠夺的战利品（包括黄金、珠宝和硬通货）总价值约为15,000英镑（等于现今的500,000英镑）。这次事件是殖民者对爪哇皇宫的首次进攻，致使苏丹国完全屈服于殖民当局 。
现存大部分的王宫结构是由1921至1939年在位的苏丹哈孟古布沃诺八世修建的。在经历了1876年和2006年地震的损毁后又进行了重建。

## 哲学

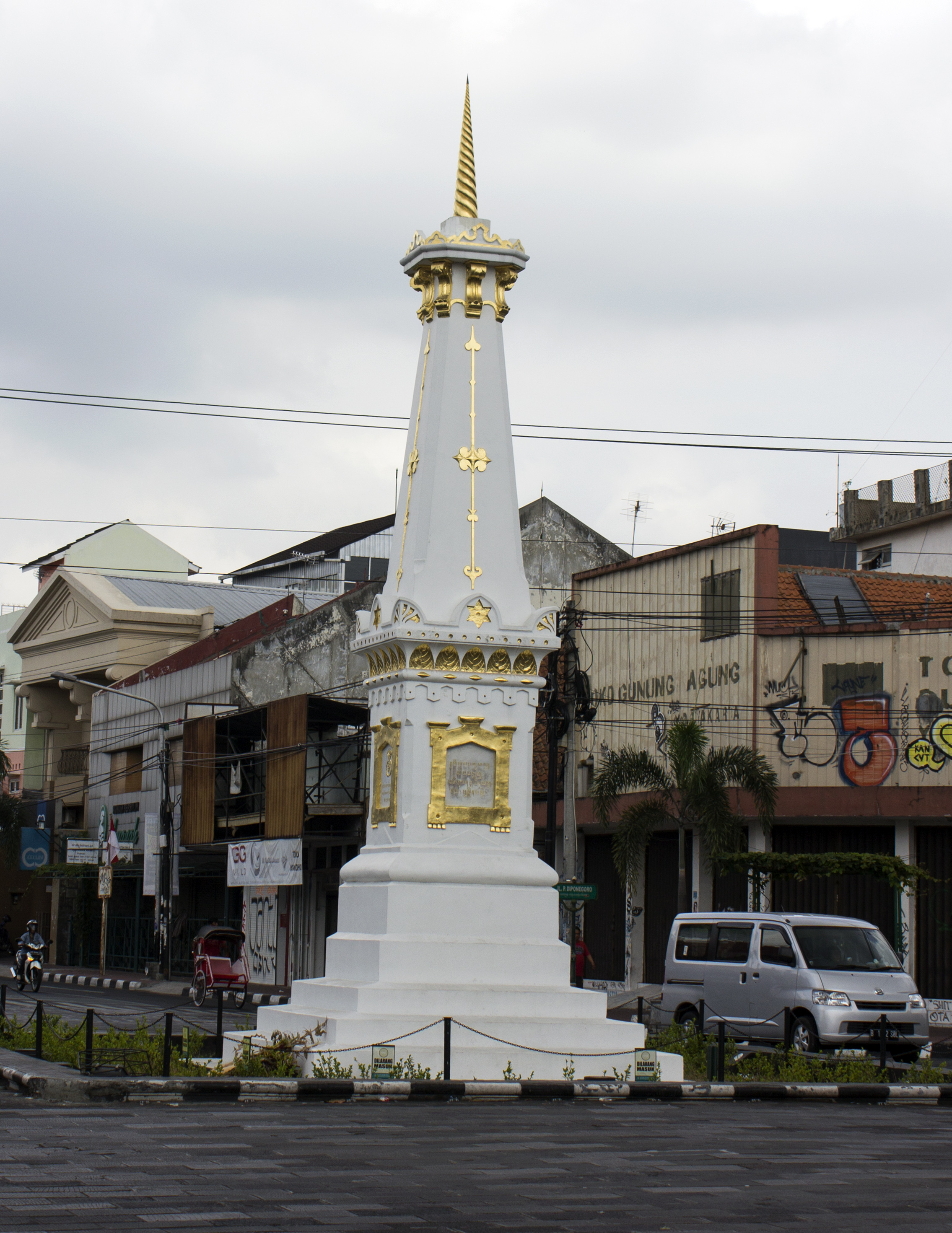
日惹纪念碑

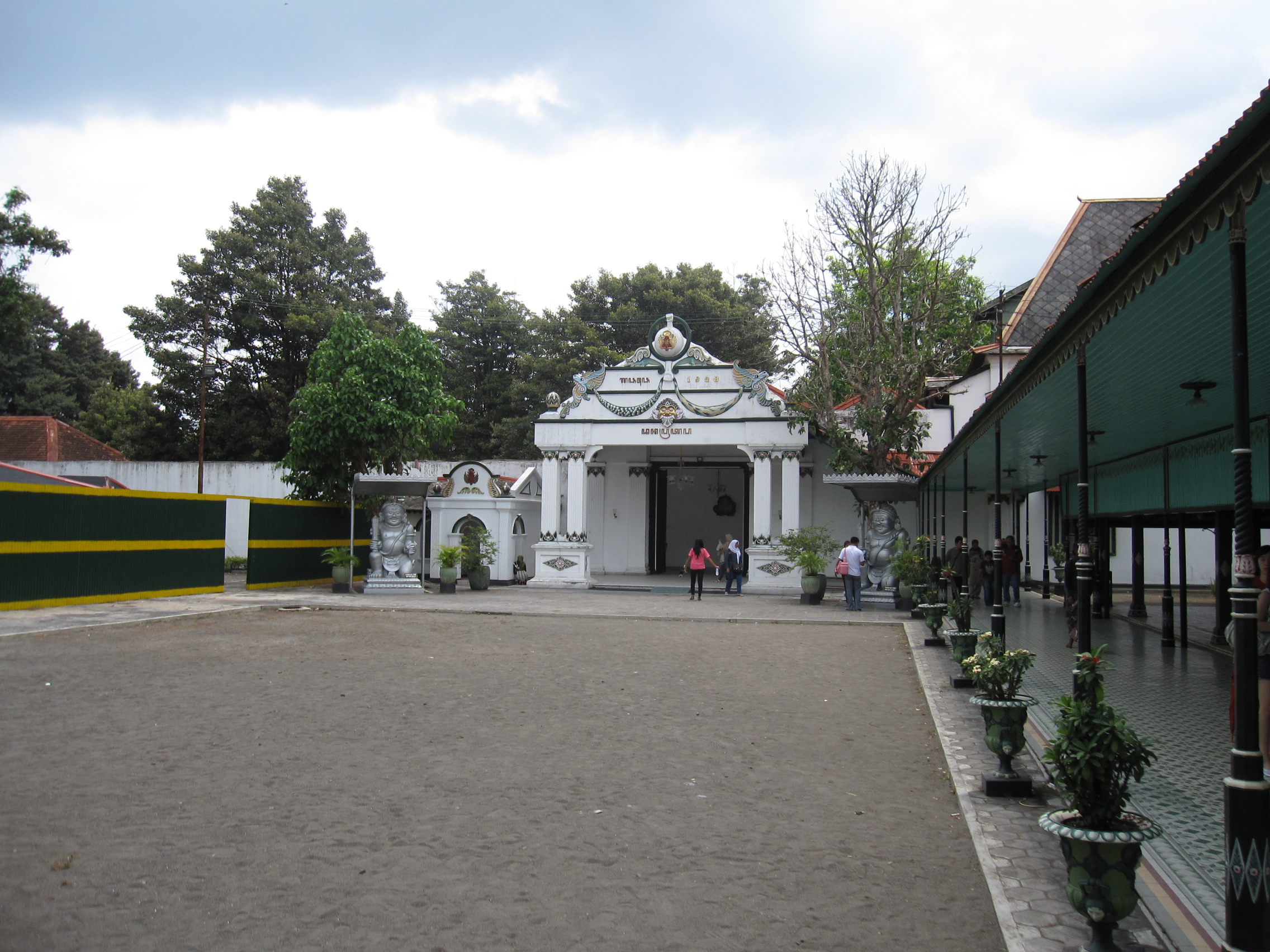
Donopratopo门以及两个守门天雕像

该王宫根据爪哇哲学而建立，笼罩着神秘主义色彩。宫殿的空间布局，包括日惹旧城的建筑结构、方向和物件都属于爪哇神话和信仰体系。老城区的主街形成了一条从日惹纪念碑、日惹王宫、默拉皮火山到Krapyak狩猎宫（Panggung Krapyak）的直线。这种布局意味着“人类的起源及其最终目的”（爪哇语：sangkan paraning dumadi）。
从Krapyak狩猎宫到王宫的道路象征着人类从出生到成人的第一个阶段。Krapyak狩猎宫周围的村寨名为Mijen（源自Wiji，意为种子）。旁边载满酸豆树与香榄的道路意味着从孩童到成人的历程。接着到达日惹纪念碑并最终到达王宫，意味着生命的终结以及与造物主的相会。最后的七个从Gladhag到Donopratopo的门意味着七步登天。
日惹纪念碑（又称君民碑），位于老城区的北侧，是君主（golong）与人民（gilig）团结的象征（爪哇语： manunggaling kawulo gusti）。它也象征着造物主（Khalik）与其臣民的最终团结。Donopratopo门意味着“一个优秀的人是慷慨的并且知道如何控制自己欲望的人”，两旁的守门天门像分别名为巴劳巴达（Balabuta）和金卡拉巴拉（Cinkarabala），象征着正义与邪恶。宫殿内的文物被认为具有击退恶灵的能力。

## 流行文化
日惹王宫被作为流行真人秀节目极速前进19的第二赛段站。

## 图册

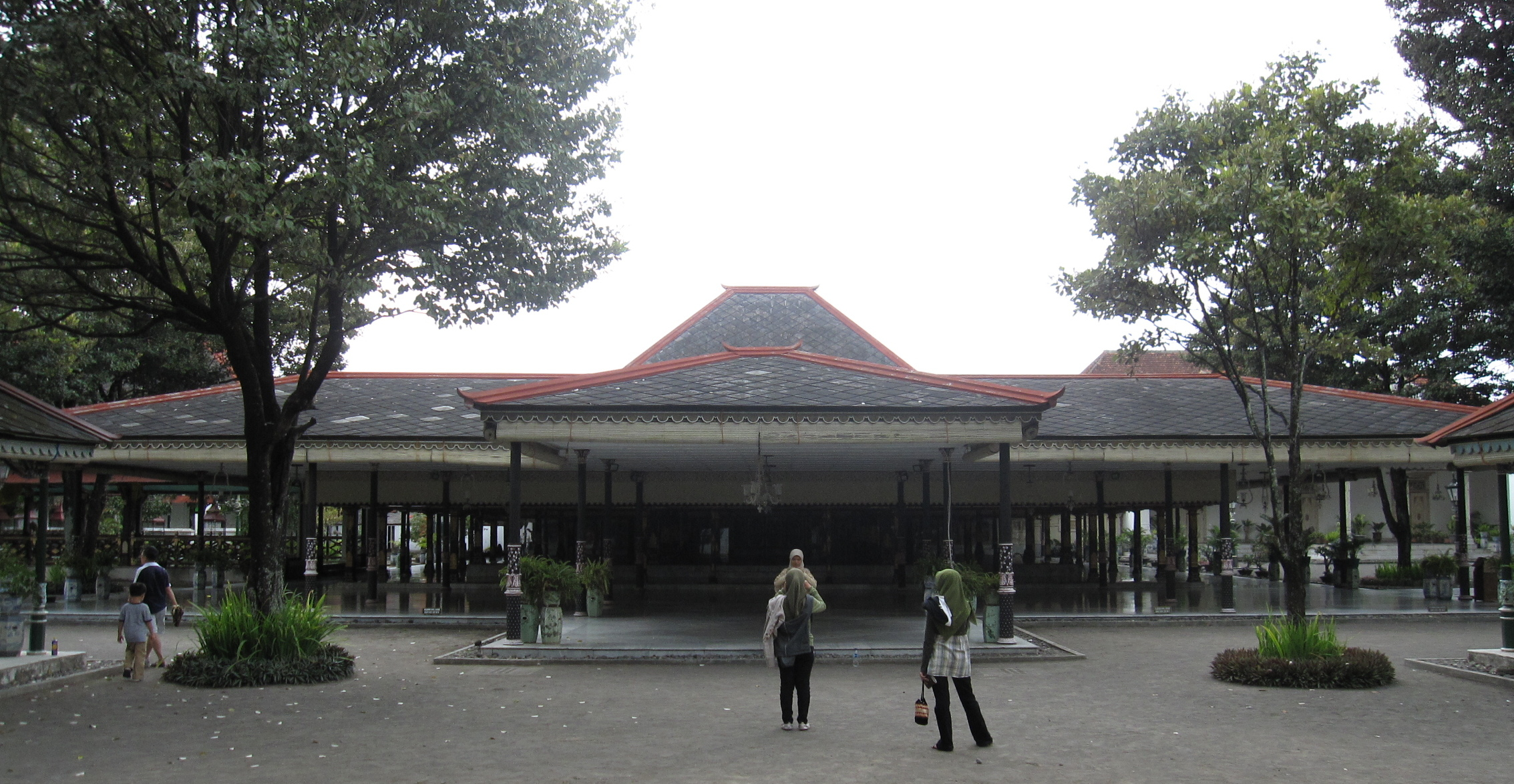
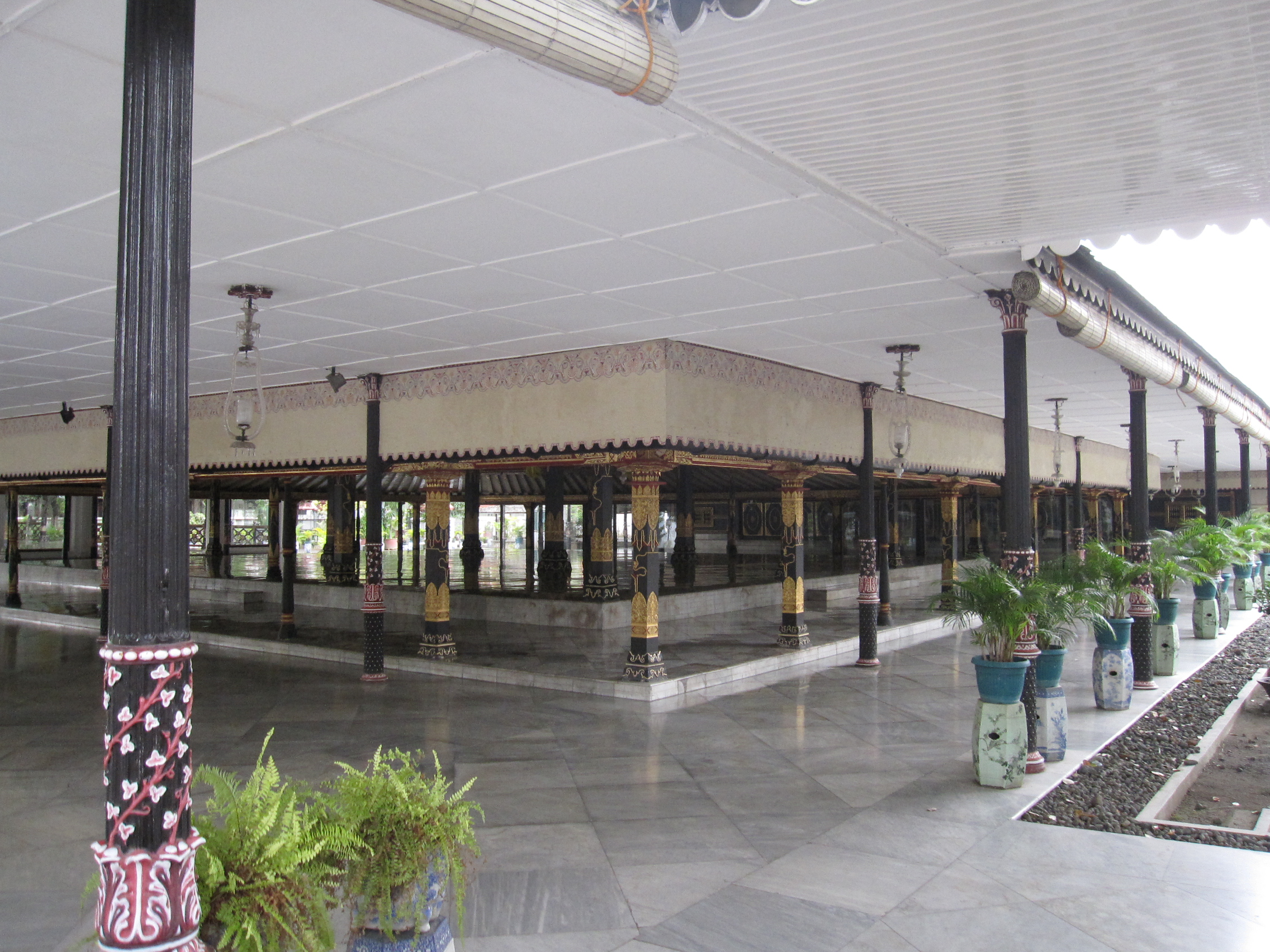
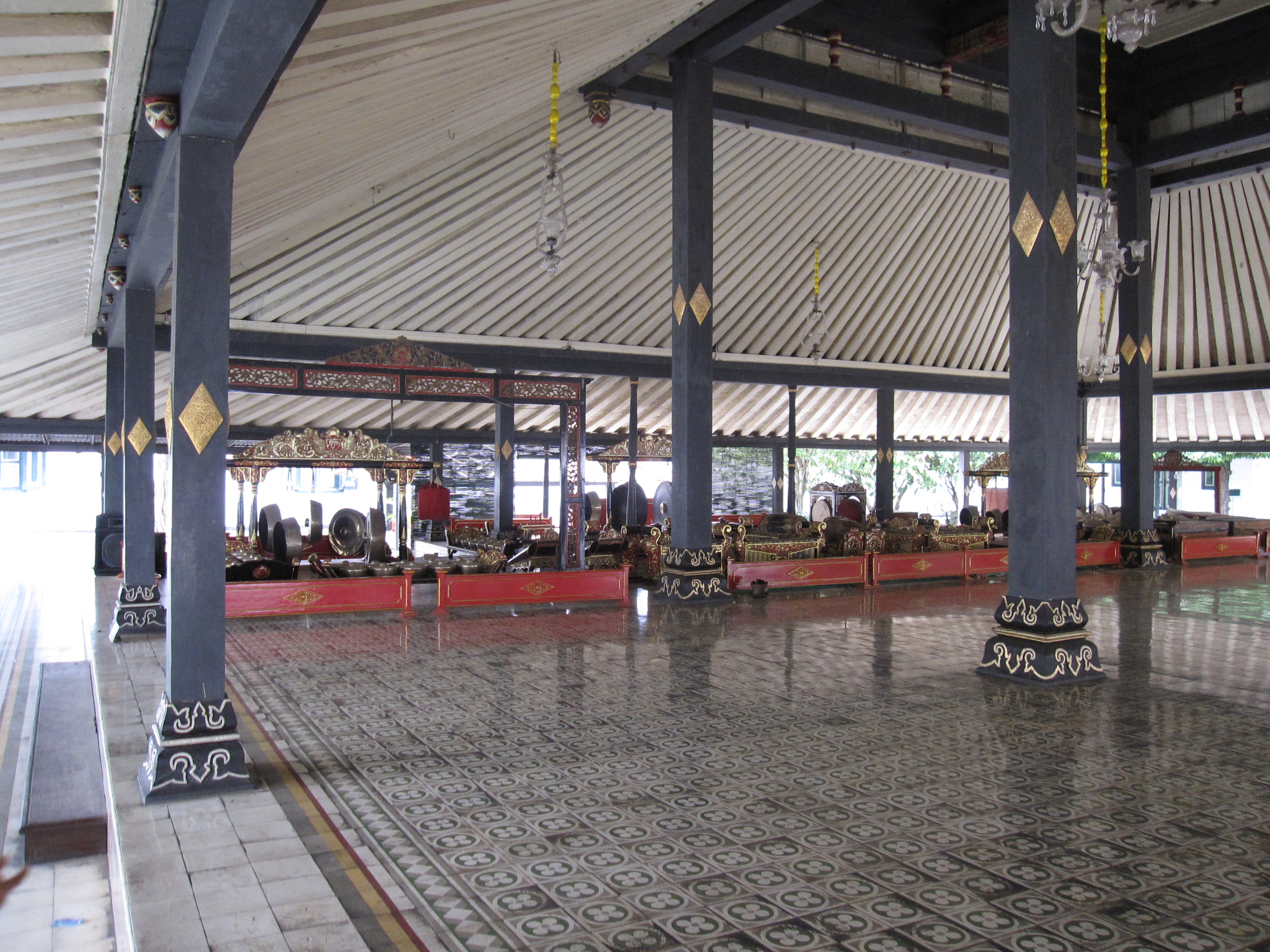
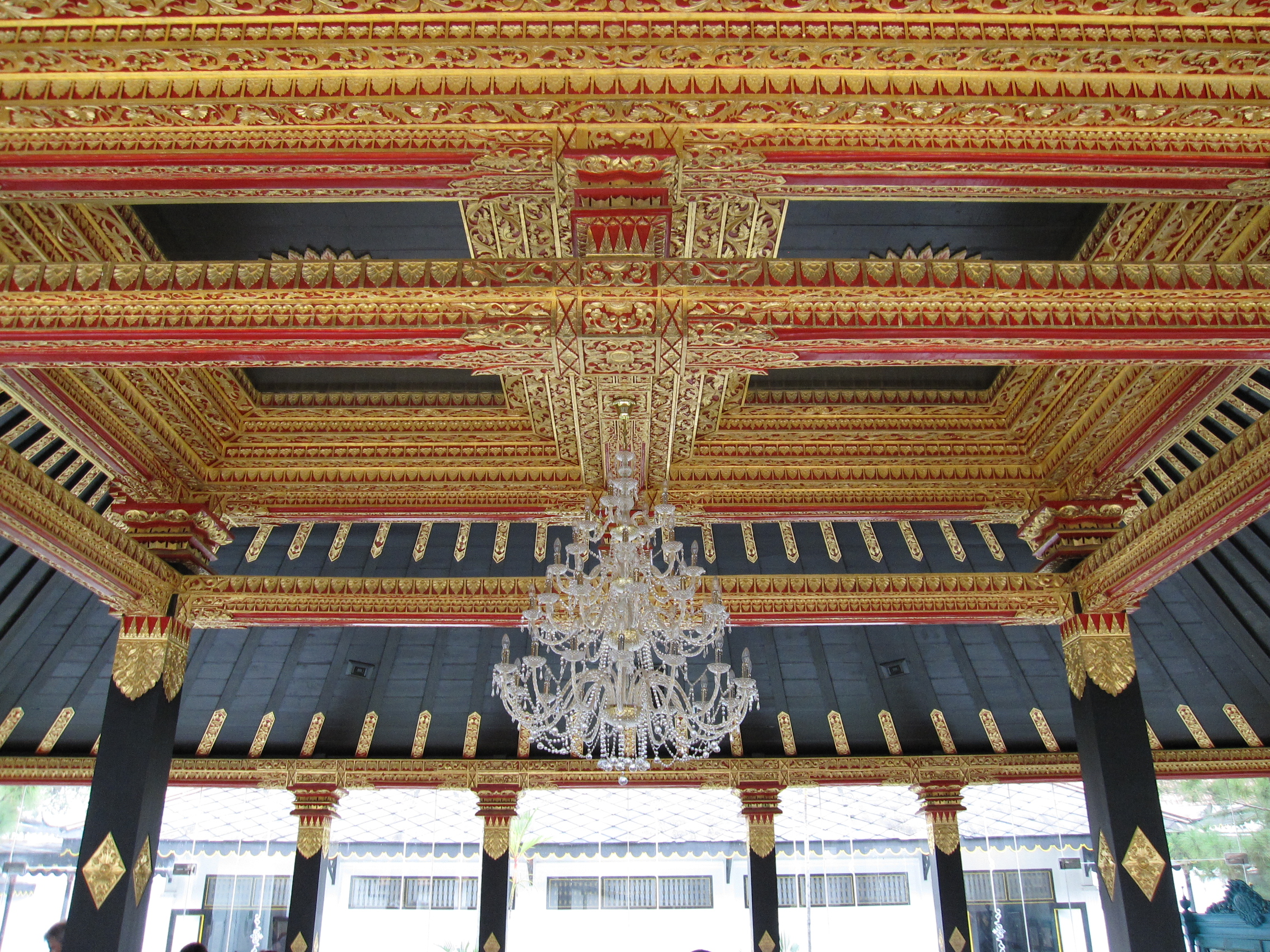
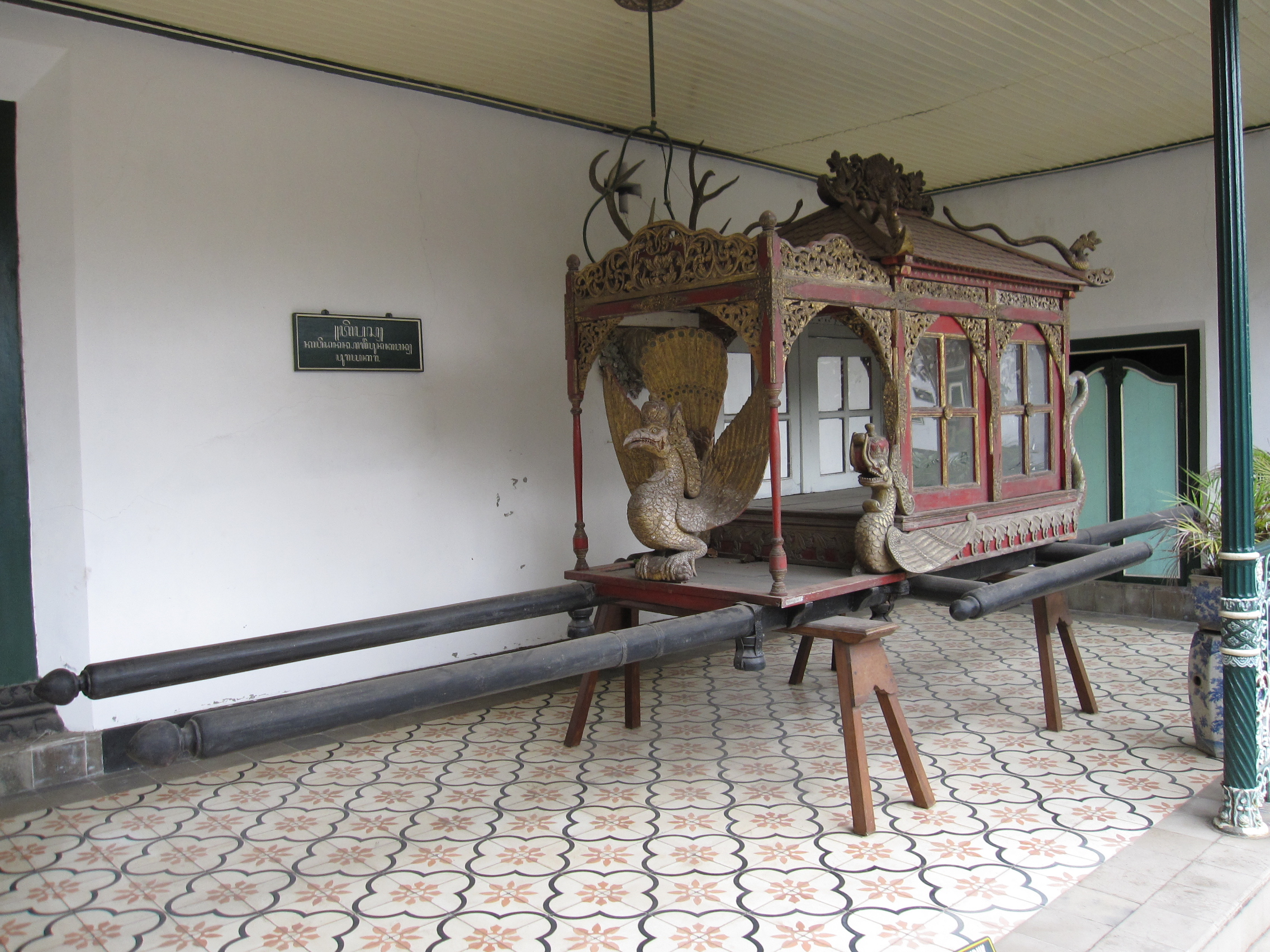
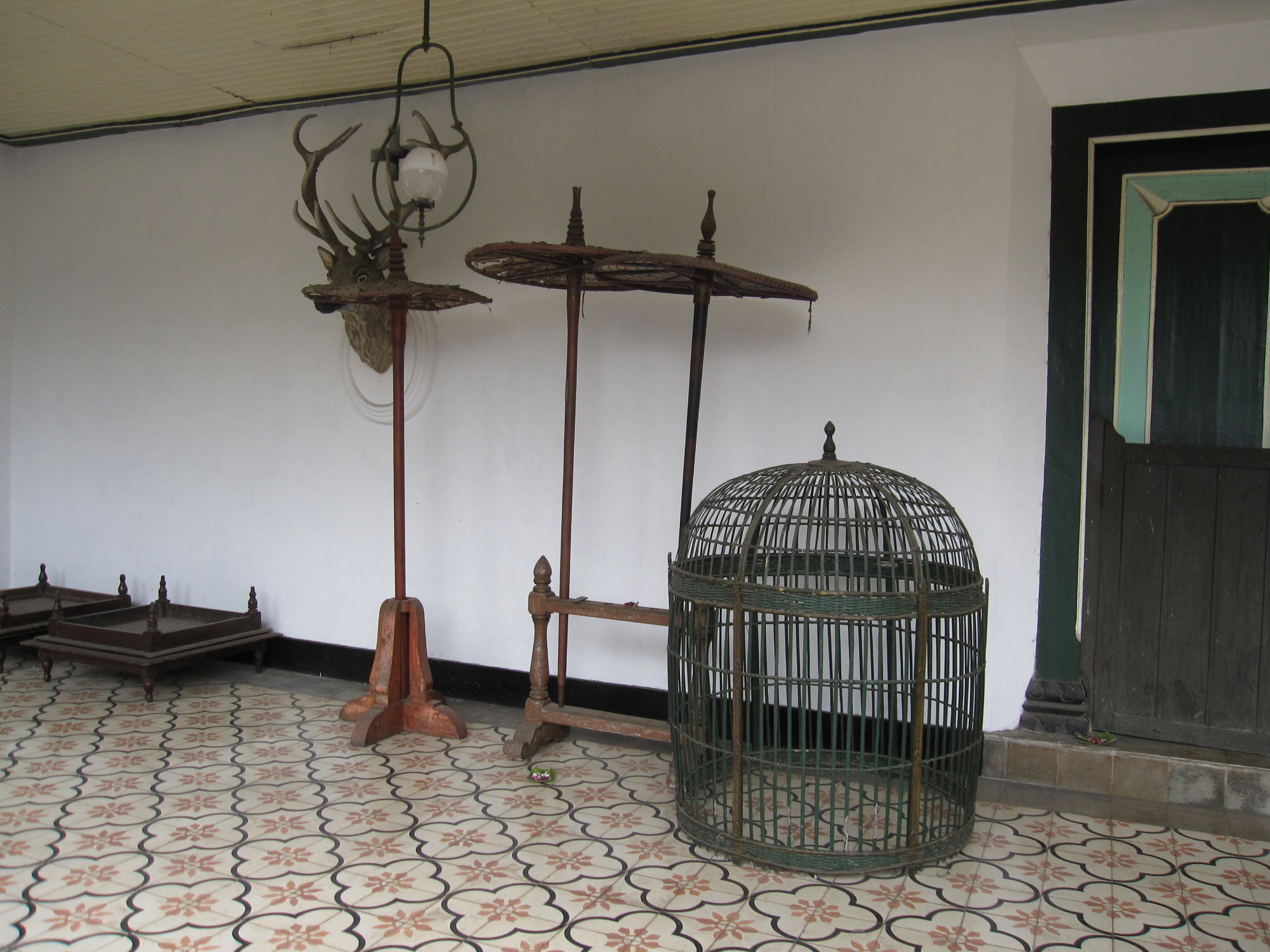
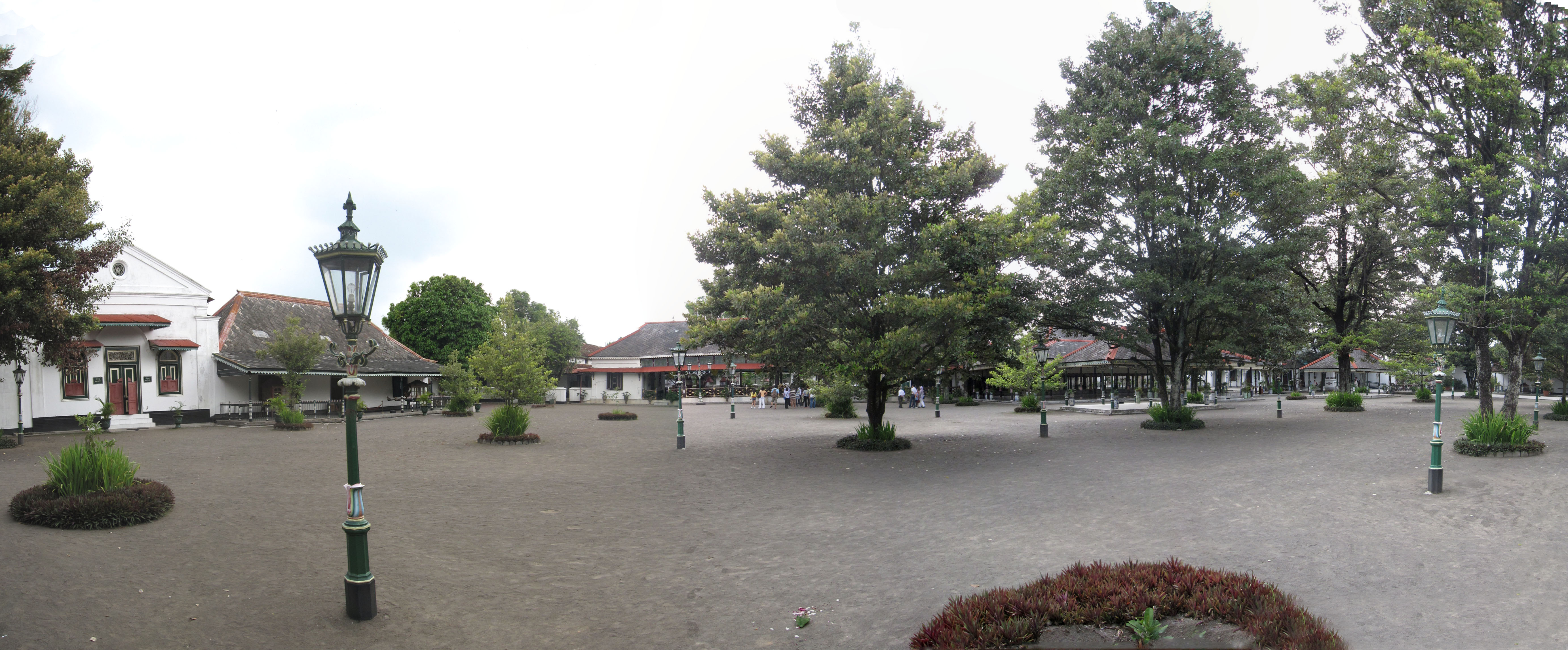
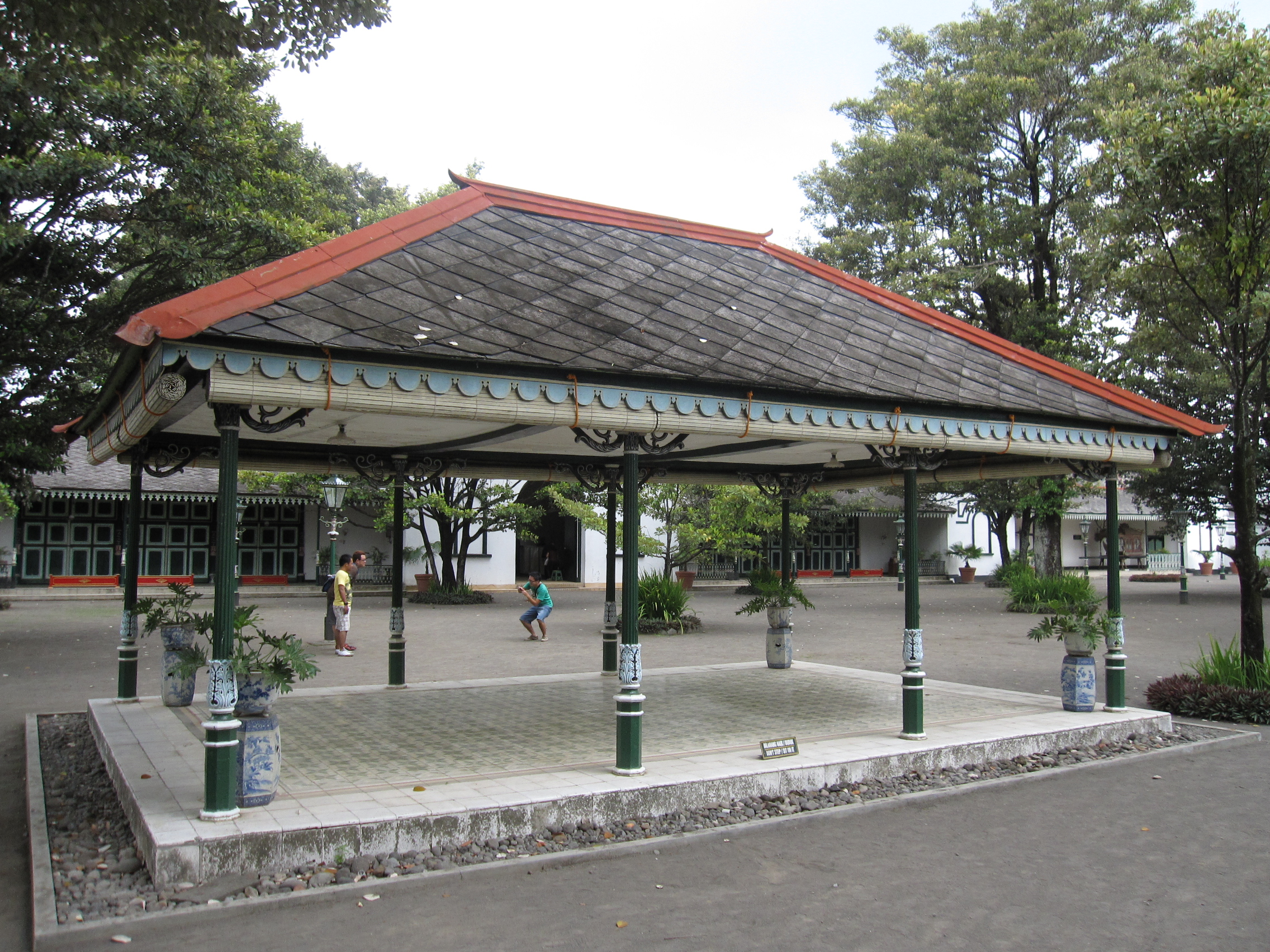
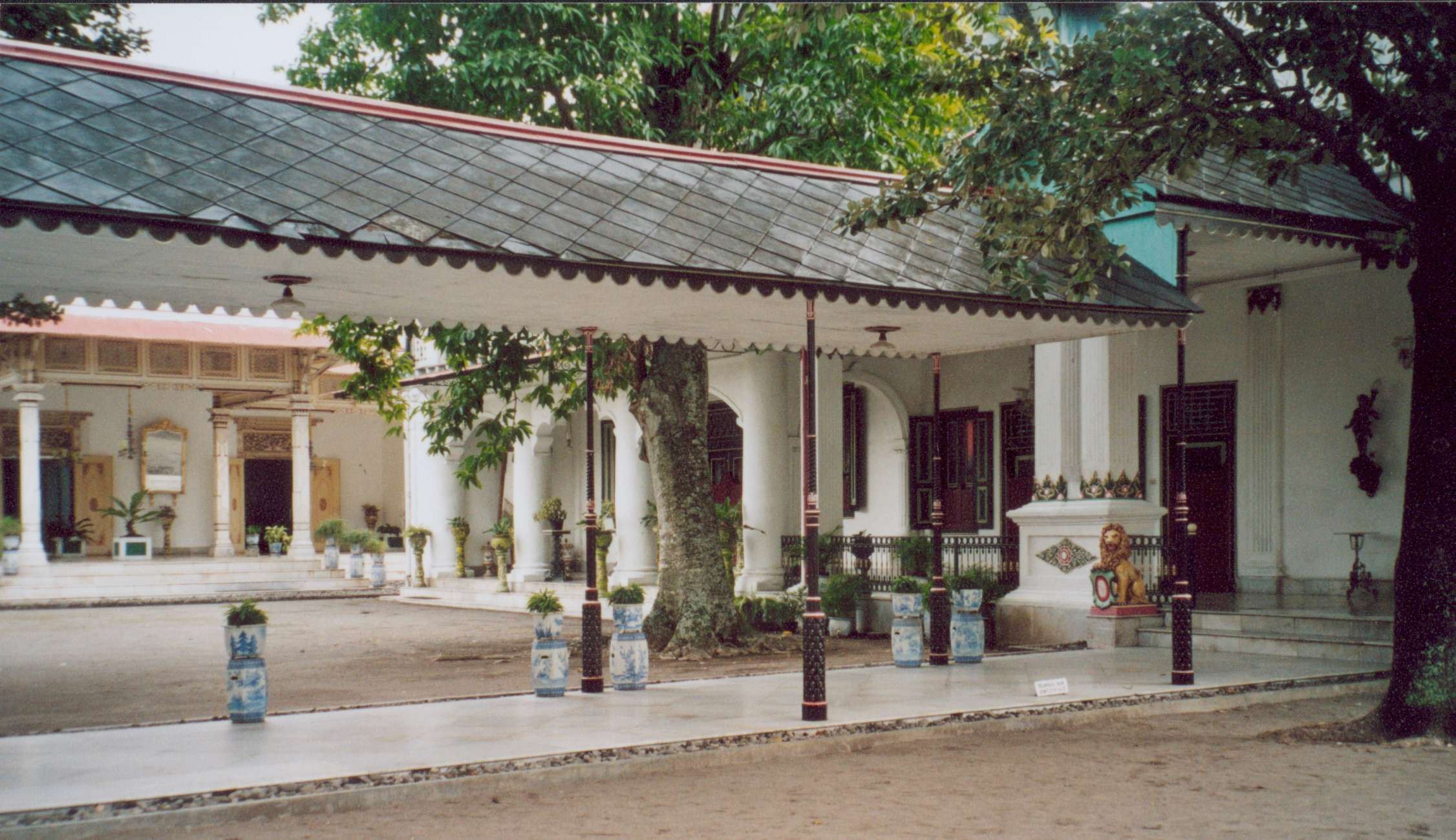
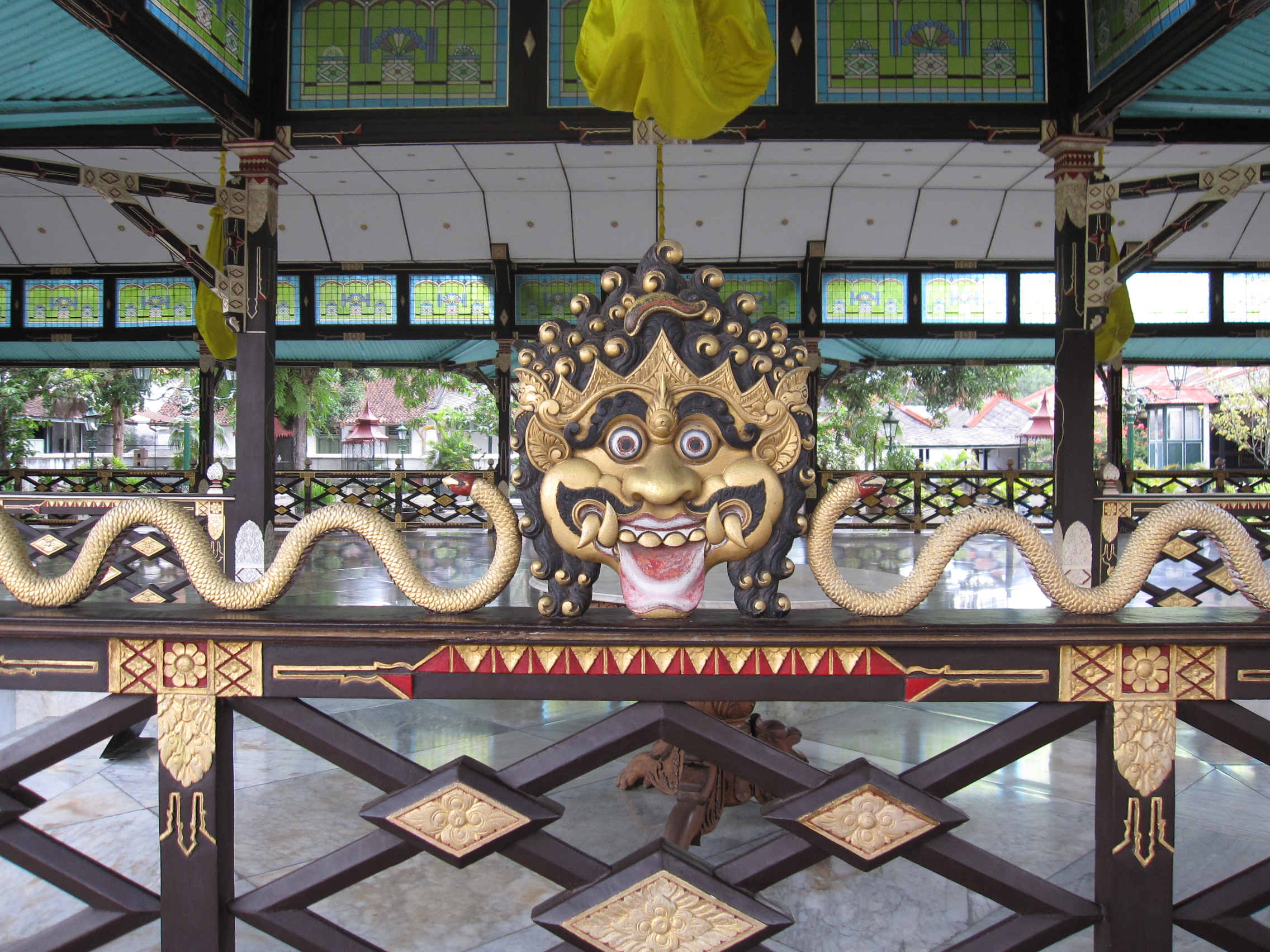
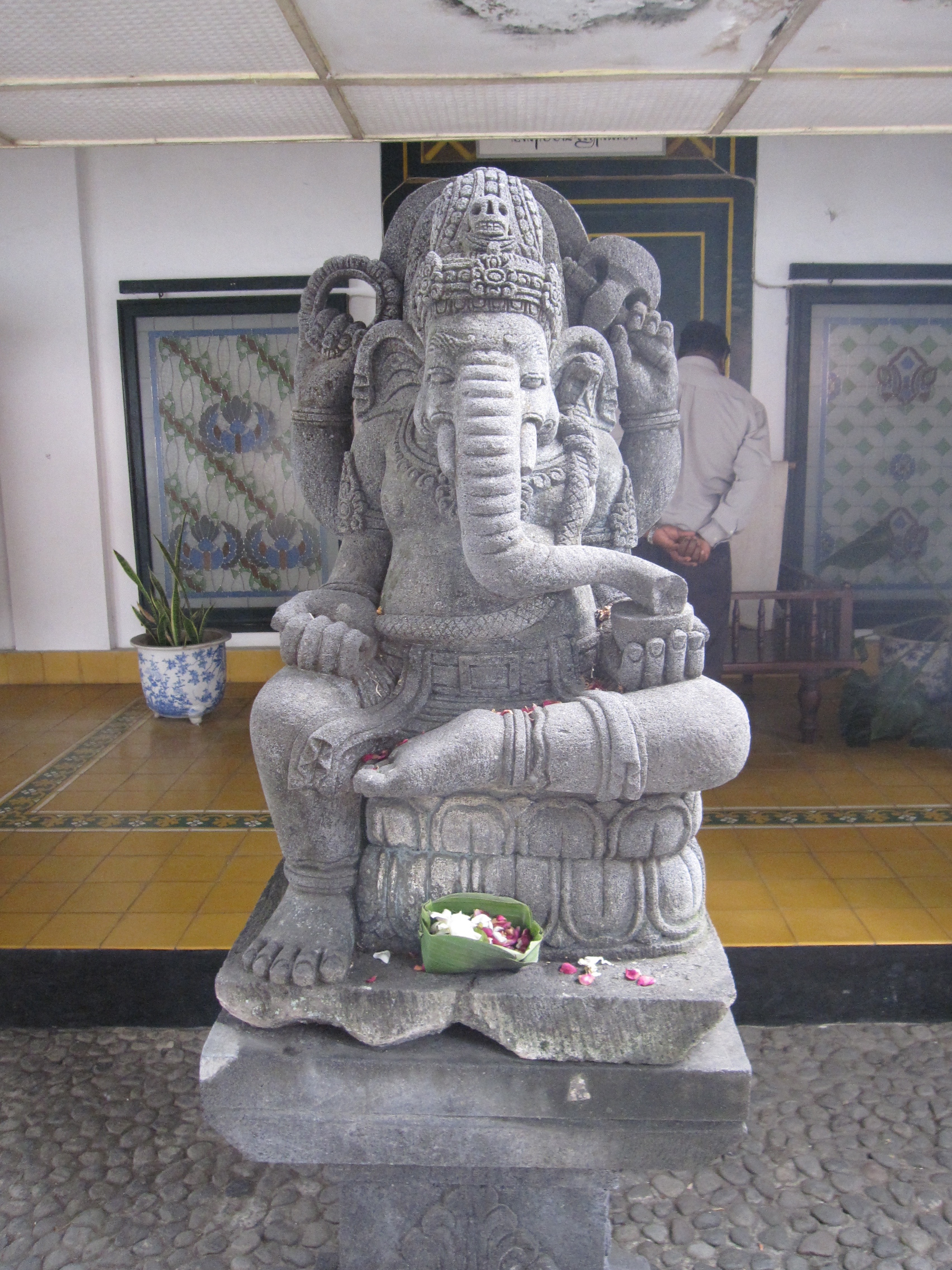
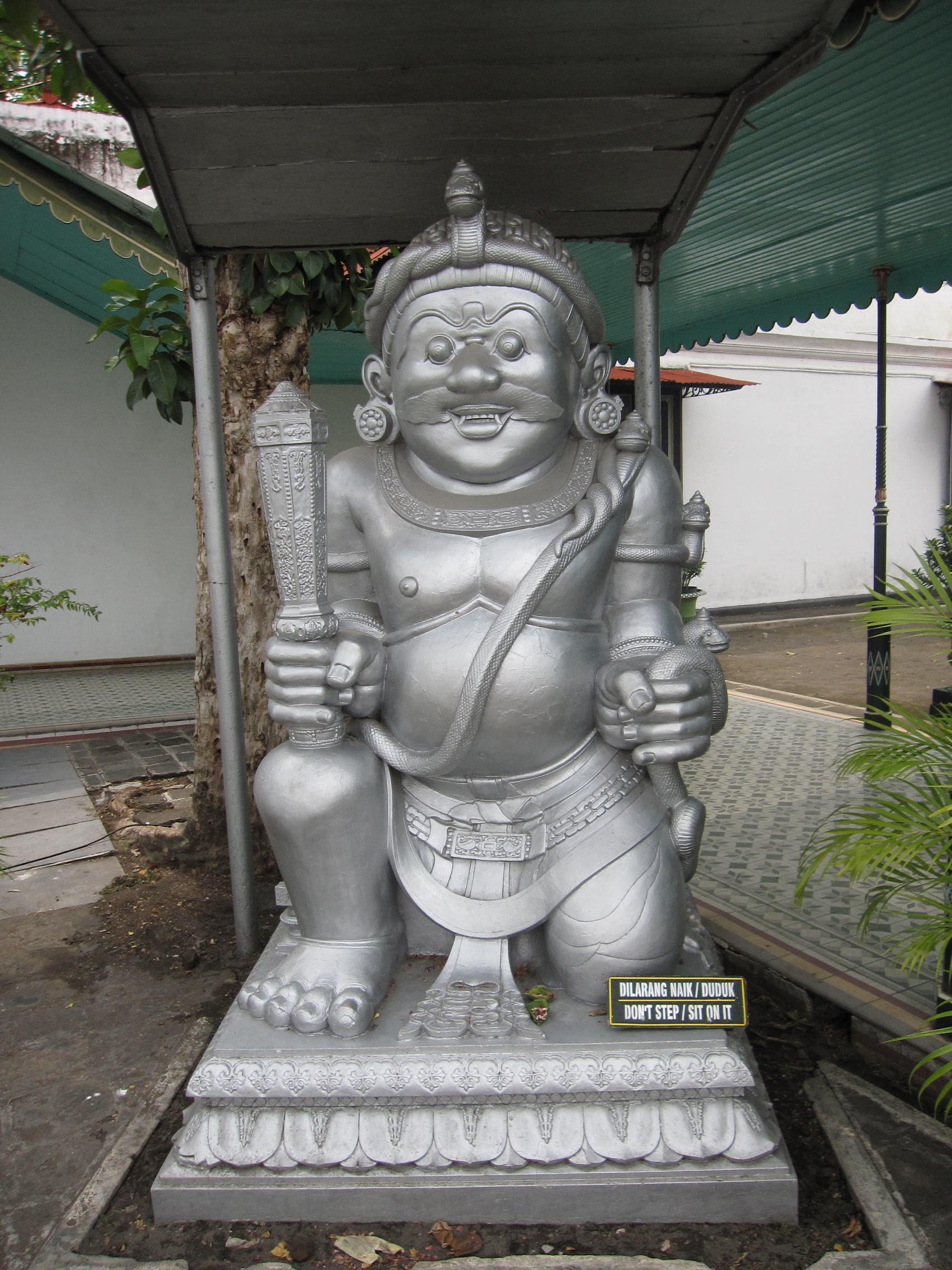

## 延伸阅读
- Brongtodiningrat, K. P. H., , Yogyakarta: Karaton Museum Yogyakarta, 1975, OCLC 12847099.
- Dwiyanto, Djoko, , Yogyakarta: Paradigma Indonesia, 2009, ISBN 978-979-17834-0-8 （印度尼西亚语）.